# Alois Riegl
Alois Riegl (Linz, 14 gennaio 1858 – Vienna, 17 giugno 1905) è stato uno storico dell'arte austriaco, appartenente alla Wiener Schule der Kunstgeschichte ("Scuola viennese di storia dell'arte").

## Biografia
Tipico esponente della cultura danubiano-austro-ungarica, Riegl deve la sua fama soprattutto alle teorie storico-artistiche che vedono nelle "volontà artistiche" (Kunstwollen) il fattore centrale della produzione artistica, inoltre fu il primo a introdurre come anche lo spettatore guardando un'opera d'arte si impegna in un processo mentale creativo chiamato "la parte dell'osservatore".
Giurista di formazione, esponente delle teorie della pura visibilità, esperto di tessuti, dal 1881 al 1886 fu membro dell'Istituto austriaco di ricerca storica e dal 1886 al 1897 lavorò presso l'Österreichisches Museum für Kunst und Industrie (Museo austriaco per l'Arte e l'Industria), per un anno come volontario e poi come conservatore responsabile della sezione tessuti.
Allievo di Robert Zimmermann e Max Büdinger, come borsista dell'Istituto austriaco di Roma, in città studiò i falsi della raccolta Ceccarelli.
A questo periodo appartengono: Die mittelalterliche Kalenderillustration, 1889; Altorientalische Teppiche, 1891 e Stilfragen, 1893, tradotto in italiano col titolo Problemi di stile, Milano 1963, in esso, espone il principio del Kunstwollen (volontà o intenzionalità artistica), ovvero dello specifico impulso artistico ed estetico irriducibile a fattori esterni di una determinata epoca.
Abilitato nel 1889, divenne professore straordinario nel 1895 e ordinario nel 1897 all'Università di Vienna.
A questo periodo appartengono: Historische Grammatik der bildenden Künste, pubblicato postumo ed edito da K.M. Swoboda e Otto Pächt, 1966, manoscritti delle lezioni del 1897-98 e del 1899, edito in italia col titolo Grammatica storica delle arti figurative, I traduzione italiana Bologna 1983 e Macerata 2008; Die spätrömische Kunstindustrie nach den Funden in Österreich in due volumi, 1901 e 1923, pubblicato in italiano col titolo Industria artistica tardoromana, Firenze 1953 e ristampato come Arte Tardoromana, Torino 1959. In questo, attraverso l'uso delle tracce e dei materiali più anonimi, considerati maggiormente carichi di valore informativo, rivaluta il periodo storico preso in esame e per estensione tutti quei periodi definiti di «decadenza», come il barocco o l'eclettismo ottocentesco, affermandone gli autonomi e positivi valori formali ed espressivi.
Sempre di questo periodo sono Die Entstehung der Barockkunst in Rom, tratto dalle lezioni del 1901-02 e pubblicato nel 1908 e Das holländische Gruppenporträt, 1902, in quest'ultimo analizza i legami fra la ritrattistica e lo sviluppo democratico sociale olandese, analizzando in base alla ricognizione dei caratteri «esterni» e «interni» della composizione, i rapporti tra committenza, soggetti e pubblico, uno dei primi esempi di estetica della percezione.
Nel 1903 venne nominato presidente della Reale e Imperiale commissione per lo studio e la conservazione dei monumenti storici artistici dell'Austrïa-Ungheria.
Dello stesso anno è Der moderne Denkmalkultus. Sein Wesen und seine Entstehung, tradotto in italiano col titolo Il culto moderno dei monumenti. Il suo carattere e i suoi inizi, Bologna 1981, nel saggio pone la scienza della conservazione dei monumenti come autonomo e specifico campo disciplinare, non più ausiliario della storia dell'arte, anche se di questa emanazione. Inoltre parla del "valore dell'antico", o meglio del valore di vetustà (dal tedesco Alterswert): un valore «sentimentale», proprio del modo di sentire della massa della popolazione, non più esclusivo, come il valore aristocratico degli antichi cultori d'arte, o specialistico, come il valore storico delle cerchie degli eruditi, ma un valore inedito, proprio della nuova formazione sociale, carico di implicazioni etiche e politiche, caratteristico del socialismo democratico cristiano.
Collaborò con importanti riviste, tra le quali la Jahrbuch der Kunsthistorischen Sammlungen des allerhöchsten Kaiserhauses, Mitteilungen der K. u. K. Zentralkommission, Archäologisch-epigraphische Mitteilungen aus Österreich-Ungarn.
Dotato di una chiara visione “danubiana” dell'arte, priva di pregiudizi (per esempio, legati alla tendenza a dividere la storia dell'arte in storia per nazioni e per arti “maggiori” e “minori”), Riegl contribuì in maniera primaria alla rivalutazione dell'arte tardo antica, bizantina, barocca, ecc...

## La teoria dei valori
Si ricorda lo storico soprattutto per la sua teoria dei valori (la "Denkmalkultus"), a cui si lega la sua battaglia contro il "restauro stilistico" (teoria di Viollet-le-Duc). Secondo Riegl il restauratore deve operare con la consapevolezza dell'esistenza di diversi valori, agendo attraverso il confronto dialettico tra questi. Il "valore storico" che invita a garantire la leggibilità del documento storico (richiedendo l'eventuale reintegrazione di parti mancanti o perdute); il "valore d'antichità", invece, reclama in non-intervento (andando contro la stessa conservazione) per tutelare gli effetti causati dal passaggio del tempo (e dunque, a favore della "patina" tanto amata da John Ruskin); il "valore di novità" asseconda gli istinti di ripristino e rifacimento, è visibile nei restauri di Viollet-le-Duc; infine il "valore d'uso" garantisce la sopravvivenza del documento storico e non mero resto archeologico. Grazie al suo contributo teorico, in Austria si giunse alla prima sistematica legge nazionale di tutela dei monumenti.

## Opere principali
- Stilfragen ("Problemi di stile"), 1893.
- Die spätrömische Kunstindustrie nach den Funden in Österreich ("L'industria artistica tardo-romana secondo i ritrovamenti in Austria") in due volumi, 1901 e 1923.
- Das holländische Gruppenporträt ("I ritratti di gruppo olandesi"), 1902.
- Der moderne Denkmalkultus ("Il moderno culto dei monumenti"), 1903.
- Die Entstehung der Barockkunst in Rom ("L'inizio dell'arte barocca a Roma"), 1908.
- Altorientalische Teppiche (1891) ("Antichi tappeti orientali"), Macerata, Quodlibet 1998
- Historische Grammatik der bildenden Künste ("Grammatica storica delle arti figurative"), Bologna, Cappelli, 1983 (a cura di Francesca Diano) , Macerata, Quodlibet 2008
- Scritti sulla tutela e il restauro, a cura di Giuseppe La Monica, Palermo, Ila Palma, 1982.